# Elanoides forficatus
El elanio tijereta (Elanoides forficatus), también conocido como  gavilán tijerilla, halcón tijereta o aguililla tijereta,  es una especie de ave accipitriforme de la familia Accipitridae, la única del género Elanoides. Se extiende desde el sudeste de los Estados Unidos hasta el este de Perú y el norte de Argentina, aunque casi todos invernan en América del Sur. En México recibe el nombre de milano tijereta.

## Descripción
El elanio tijereta mide de 55 a 65 cm de longitud, con una envergadura de 1,3 m. El macho y la hembra son similares. El plumaje es blanco y negro, muy contrastado. Las plumas remeras, la cola, las patas y el pico son negros. Se caracteriza por la cola ahorquillada, de la que recibe el nombre.
Los jóvenes tienen la coloración menos marcada, y la cola no está tan profundamente ahorquillada.

## Hábitat
El elanio tijereta habita principalmente en bosques y humedales arbolados. Construye el nido en los árboles, generalmente cerca del agua. El macho y la hembra participan en la construcción del nido.

## Comportamiento
A veces emite un grito agudo; pero en general es un ave silenciosa.

### Alimentación
El elanio tijereta se alimenta de pequeños reptiles e insectos, y bebe en vuelo rasante sobre la superficie del agua.

### Reproducción
El apareamiento se desarrolla entre marzo y mayo; la hembra pone de dos a cuatro huevos. La incubación dura 28 días, y los polluelos abandonan el nido entre 36 y 42 días después.

## Subespecies
Se reconocen dos subespecies de Elanoides forficatus:
| Subespecie                      | Región                                                                                  |
| ------------------------------- | --------------------------------------------------------------------------------------- |
| Elanoides forficatus forficatus | tierras bajas y litoral del sudeste de Estados Unidos y norte de México                 |
| Elanoides forficatus yetapa     | del sur de México (excepto la península de Yucatán) hasta Brasil y noreste de Argentina |